# Euplassa
Euplassa es un género de arbustos perteneciente a la familia Proteaceae. Es endémica de  Brasil. 

## Taxonomía
Euplassa fue descrito por Salisb. ex Knight y publicado en On the cultivation of the plants belonging to the natural order of Proteeae 101. 1809. La especie tipo es: Euplassa meridionalis Salisb.  

## Especies aceptadas
A continuación se brinda un listado de las especies del género Euplassa aceptadas hasta abril de 2012, ordenadas alfabéticamente. Para cada una se indica el nombre binomial seguido del autor, abreviado según las convenciones y usos.
- Euplassa bahiensis (Meisn.) I.M.Johnst.
- Euplassa cantareirae Sleumer
- Euplassa chimantensis Steyerm.
- Euplassa duquei Killip & Cuatrec.
- Euplassa glaziovii (Mez) Steyerm.
- Euplassa hoehnei Sleumer
- Euplassa inaequalis (Pohl) Engl.
- Euplassa incana (Klotzsch) I.M.Johnst.
- Euplassa isernii Cuatrec. ex J.F.Macbr.
- Euplassa itatiaiae Sleumer
- Euplassa legalis (Vell.) I.M.Johnst.
- Euplassa madeirae Sleumer
- Euplassa nebularis Rambo & Sleumer
- Euplassa occidentalis I.M.Johnst.
- Euplassa organensis (Gardner) I.M.Johnst.
- Euplassa pinnata (Lam.) I.M.Johnst.
- Euplassa rufa (Loes.) Sleumer
- Euplassa saxicola (R.E.Schult.) Steyerm.
- Euplassa semicostata Plana
- Euplassa taubertiana K.Schum.